# Frederick Roberts
Frederick Sleigh Roberts, 1.er conde Roberts de Kandahar, KG, KP, GCB, OM, GCSI, GCIE, KStJ, PC (Cawnpore, India, 30 de septiembre de 1832 - Saint-Omer, Francia, 14 de noviembre de 1914), mariscal de campo británico, fue uno de los más hábiles estrategas de la Era Victoriana. Lord Roberts participó en la segunda guerra anglo-afgana (1878-1880) y en la Guerra anglo-bóer (1899-1902). Fue además el último comandante en jefe de las Fuerzas británicas hasta la abolición del cargo en 1904.
Nacido en la India, sus padres fueron el general Sir Abraham Roberts e Isabella Bunbury. Roberts hizo sus estudios escolares en el Eton College y luego ingresó a la Real Academia Militar de Sandhurst y al Seminario Militar de Addiscombe. Obtuvo el grado de subteniente con la East India Company y luego el de teniente con la Artillería Montada de Bengala.
Su primera acción destacada se produjo durante la represión del levantamiento indio de 1857-1858. El 1 de septiembre de 1880 obtuvo una victoria clave durante la segunda guerra anglo-afgana, al derrotar al ejército afgano de Ayub Khan en las cercanías de Kandahar. En 1885 fue nombrado comandante en jefe de las tropas británicas acantonadas en India, cargo que ocupó hasta 1893.
Nombrado comandante en jefe de las fuerzas británicas que luchaban en la Guerra anglo-bóer (1899-1902) en enero de 1900, logró revertir una serie de derrotas, capturando Bloemfontein (capital del Estado Libre de Orange), Johannesburgo y Pretoria y derrotando a las fuerzas bóer en Bergendal. En noviembre de 1900 fue reemplazado en su cargo por el general Horatio Kitchener, quien inició una política de tierra quemada en contra de la población civil bóer que incluyó la creación de campos de concentración. En 1901, Roberts fue nombrado comandante en jefe del ejército británico, posición que ostentó hasta 1904 cuando el cargo fue abolido. Posteriormente, Roberts previó la ocurrencia de una guerra en Europa y por ello se convirtió en entusiasta partidario de la introducción del servicio militar obligatorio.
Lord Roberts falleció de neumonía el 14 de noviembre de 1914 en Saint-Omer (Francia), después de una visita de inspección a las tropas británicas estacionadas en el frente occidental. Se le dio un funeral de Estado y se colocó su cuerpo en Westminster (honor reservado solo para la Familia Real) para luego ser enterrado en la Catedral de San Pablo.
A pesar de que su único hijo varón falleció durante la guerra Bóer, se creó un residuo especial para que sus hijas pudieran sucederlo en sus títulos. Esto no evitó que el condado y el vizcondado conferidos se extinguieran con la muerte de su hija menor.